# Troféu Asa Branca

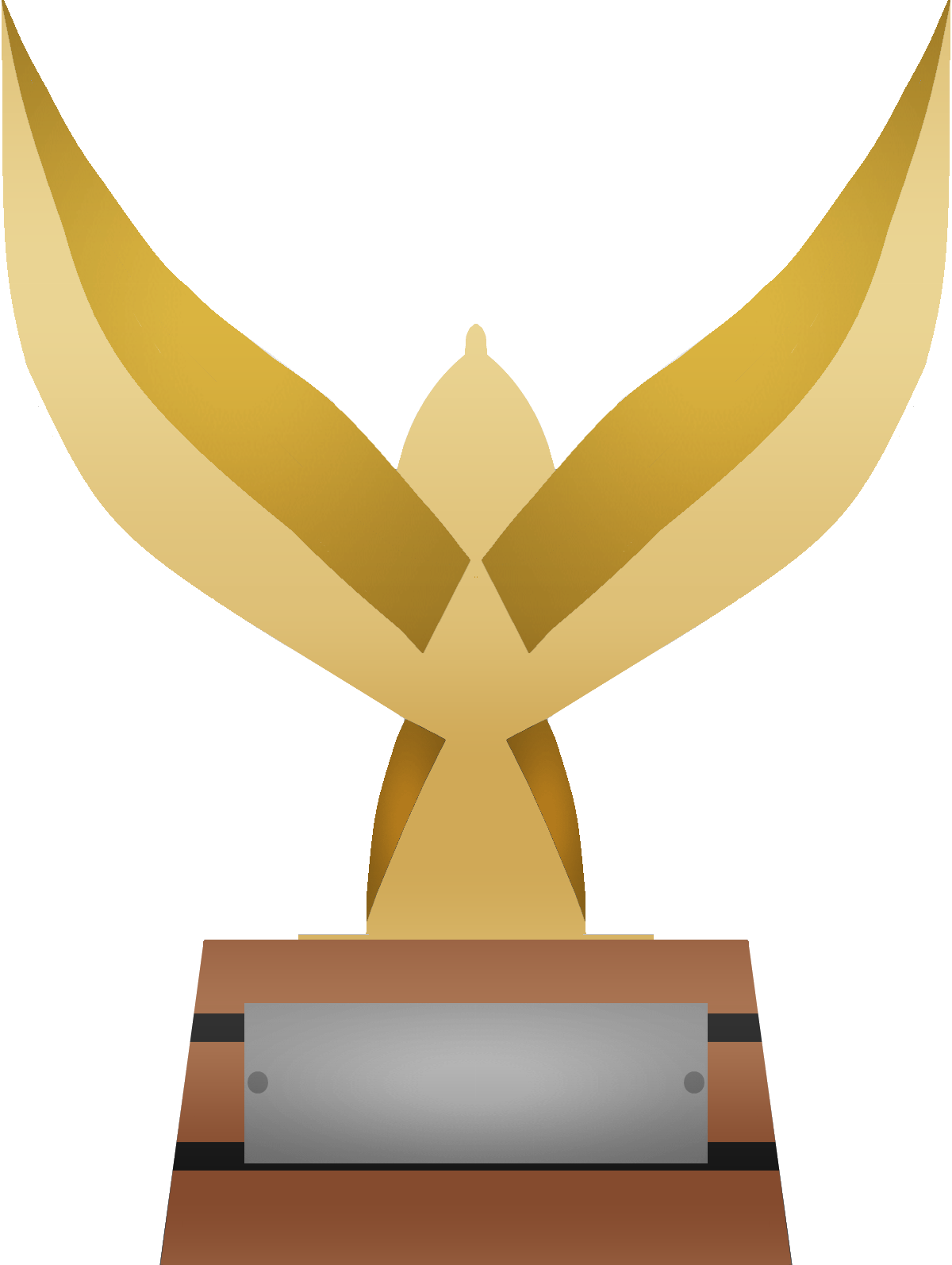
Trophäe

Die Troféu Asa Branca war ein nur zweimal ausgetragener Fußballwettbewerb.

## Geschichte
Die erste Austragung des Wettbewerbs 2016 sollte den Gewinner der Copa do Nordeste 2015 quasi belohnen, gegen einen der „großen“ Klubs Brasiliens spielen zu dürfen. Die Wahl fiel auf den CR Flamengo aus Rio de Janeiro, welcher zu den Klubs mit den meisten Anhängern in Brasilien zählt. Die Auswahl rief Kritik hervor, weil die Auswahl des Gegners willkürlich war und der Sieger der Copa do Nordeste als minderwertig angesehen werden konnte.
Die zweite Auflage 2017 wurde dann umbenannt in Taça Asa Branca und als eine Art Supercup zwischen dem Sieger der Copa do Nordeste 2016 und dem des Copa Verde 2016 gedacht.
Die Ausgabe 2018 sollte zwischen dem Luverdense EC Sieger der Copa Verde 2017 und dem EC Bahia Sieger der Copa do Nordeste 2017 stattfinden. Bahia sagte seine Teilnahme aufgrund von Terminproblemen ab. In der Folge wurden keine weiteren Auflagen veranstaltet.

## Die Spiele

### 2016
| Ceará SC                                      | Ceará SC | CR Flamengo | CR Flamengo |
| --------------------------------------------- | --- | --- | ----------- |
| Ceará SC                                      | \| 21. Januar 2016 in Fortaleza (Arena Castelão) \| \| Ergebnis: 3:3 (1:0), 4:3 i. E. \| \| Zuschauer: 35.498 \| \| Schiedsrichter: César Magalhães ( Ceará) \| \| Spielbericht \| | \| 21. Januar 2016 in Fortaleza (Arena Castelão) \| \| Ergebnis: 3:3 (1:0), 4:3 i. E. \| \| Zuschauer: 35.498 \| \| Schiedsrichter: César Magalhães ( Ceará) \| \| Spielbericht \| | CR Flamengo |
| Ceará SC                                      | 1:0 Siloé (26.) 2:0 Bill (49.) 3:3 Serginho (87.) | 2:1 Emerson Sheik (58.) 2:2 Salazar (44.) 2:3 Marcelo Cirino (86.) | CR Flamengo |
| Ceará SC                                      | Elfmeterschießen | | CR Flamengo |
| Ceará SC                                      | 1:1 Bill 2:2 Serginho 3:2 Richardson 4:3 Roni | 0:1 Emerson Sheik 1:2 Alan Patrick 2:2 Wallace 3:3 Marcelo Cirino 4:3 Paolo Guerrero                                                                                               | CR Flamengo |
| 21. Januar 2016 in Fortaleza (Arena Castelão) | | |             |
| Ergebnis: 3:3 (1:0), 4:3 i. E.                | | |             |
| Zuschauer: 35.498                             | | |             |
| Schiedsrichter: César Magalhães ( Ceará)      | | |             |
| Spielbericht                                  | | |             |

### 2017
| Santa Cruz FC                                          | Santa Cruz FC | Paysandu SC | Paysandu SC |
| ------------------------------------------------------ | --- | --- | ----------- |
| Santa Cruz FC                                          | \| 21. Januar 2017 in Recife (Estádio do Arruda) \| \| Ergebnis: 1:0 (1:0) \| \| Zuschauer: 14.002 \| \| Schiedsrichter: Marcelo de Lima Henrique ( Pernambuco) \| \| Spielbericht \| | \| 21. Januar 2017 in Recife (Estádio do Arruda) \| \| Ergebnis: 1:0 (1:0) \| \| Zuschauer: 14.002 \| \| Schiedsrichter: Marcelo de Lima Henrique ( Pernambuco) \| \| Spielbericht \| | Paysandu SC |
| Santa Cruz FC                                          | 1:0 Léo Costa (34.) | | Paysandu SC |
| 21. Januar 2017 in Recife (Estádio do Arruda)          | | |             |
| Ergebnis: 1:0 (1:0)                                    | | |             |
| Zuschauer: 14.002                                      | | |             |
| Schiedsrichter: Marcelo de Lima Henrique ( Pernambuco) | | |             |
| Spielbericht                                           | | |             |